# Kapangan
Kapangan es un municipio filipino de cuarta categoría perteneciente a  la provincia de Benguet en la Región Administrativa de La Cordillera, también denominada Región CAR.

## Geografía
Tiene una extensión superficial de 164.39 km² y según el censo del 2007, contaba con una población de 18.221 habitantes y 3.371 hogares; 20.084 habitantes el día primero de mayo de 2010

### Barangayes
Kapangan se divide administrativamente en 15 barangayes o barrios, todos de  carácter rural.
| - Balakbak - Beleng-Belis - Boklaoan - Cayapes | - Cuba - Datakan - Gadang - Gaswiling | - Labueg - Paykek - Población Central - Pudong | - Pongayan - Sagubo - Taba-ao |

## Historia
La existencia legal de este municipio data del  22 de noviembre de  1900.
Cuando en 1966 Benguet se separa de su provincia madre La Montaña mantiene sus trece municipios, entre ellos el  de Kapangan.